# Elton John
Sir Elton Hercules John CH CBE (* jako Reginald Kenneth Dwight; 25. března 1947 Londýn) je anglický zpěvák, hudební skladatel a klavírista. Jeho hudba a showmanství, uznávané kritiky a hudebníky, zejména za svou práci v 70. letech, měly významný a trvalý dopad na hudební průmysl. Jeho skladatelská spolupráce s textařem Bernie Taupinem je jednou z nejúspěšnějších v historii.

## Raná léta
Původně se jmenoval Reginald Kenneth Dwight, ale v roce 1972 si nechal úředně změnit jméno na Elton Hercules John, přičemž prostřední jméno Hercules je používáno velmi zřídka. Jméno Elton John si zvolil podle zpěváka Long Johna Baldryho a saxofonisty Eltona Deana, kteří s ním působili ve skupině Bluesology. Na klavír začal hrát ve svých čtyřech letech a od jedenácti studoval na Royal Academy of Music.

## Hudební kariéra
Od svých 16 let si vydělával hrou na piano v hospodách a různých doprovodných skupinách. V konkurzu nových talentů se neprosadil, i pro zavalitou postavu s brýlemi, ale přinesl si odtud písničkové texty Bernieho Taupina, se kterým pak dlouho spolupracoval. Prvním jeho zaměstnavatelem se stalo hudební nakladatelství Dick James Music. Přivydělával si skládáním balad pro zavedené zpěváky, pak se rozhodl psát pro sebe a v letech 1969–1970 vydal tři alba.
Je jedním z nejúspěšnějších sólových umělců v historii populární hudby. Je znám díky hitům jako „Rocket Man“ a „Your Song“ z počátku 70. let, ale jeho profesionální kariéra trvá již více než 40 let. Proslavilo ho též extravagantní pestrobarevné odívání a veřejně řešený soukromý život. K jeho nejznámějším hitům patří též písničky „Daniel“, „Candle in the Wind“, „I'm Still Standing“ nebo „Can You Feel the Love Tonight“, která byla oceněna Oscarem a zazněla v nejúspěšnějším animovaném filmu všech dob: Lví král. Z duetů jmenujme např. „Don't Go Breaking My Heart“ s Kiki Dee nebo „Don't Let the Sun Go Down on Me“ s Georgem Michaelem.
Má hvězdu na Hollywoodském chodníku slávy a jeho vosková figurína je v londýnské sbírce Madame Tussaud.
Elton John často navštěvuje Českou republiku, zpravidla s přehledem vyprodává pražskou O2 arenu.
Elton John oficiálně ukončil kariéru 8. července 2023 ve Stockholmu, po pětiletém turné Farewell Yellow Brick Road, které se zdrželo z důvodu pandemie covidu-19, na kterém odehrál takřka 330 koncertů po celém světě.
V dubnu 2025 vydá své zatím poslední studiové album Who Believes In Angels?, na kterém spolupracoval s americkou hudebnicí Brandie Carlile, svým dlouholetým textařem Bernie Taupinem a producentem Andrew Wattem.

## Osobní život a aktivismus
Otevřeně se hlásí k homosexualitě, jeho partnerem je o patnáct let mladší David Furnish. Dne 21. prosince 2005 vstoupila dvojice do registrovaného partnerství a ve stejný den o devět let později, v roce 2014, uzavřela manželství. Pár má dvě děti, první syn Zachary se narodil 25. prosince 2010; druhý chlapec se narodil 11. ledna 2012 a byl pojmenován Elijah Joseph Daniel. Obě děti porodila stejná náhradní matka, jejíž jméno je pečlivě tajeno.
Od konce 80. let se aktivně podílí na boji proti AIDS. V roce 1993 založil Elton John AIDS Foundation, která během prvních zhruba dvaceti let činnosti pomohla rozdělit přes 200 milionů dolarů. V červnu 2019 obdržel z rukou francouzského prezidenta Emmanuela Macrona nejvyšší státní vyznamenání – Řád čestné legie. Společně při tom vyzvali k podpoře boje proti AIDS. V té době již nadace Eltona Johna rozdělila kumulativně přes 300 milionů britských liber.

## Diskografie

### Studiová alba
- Empty Sky (1969)
- Elton John (1970)
- Tumbleweed Connection (1970)
- Madman Across the Water (1971)
- Honky Château (1972)
- Don't Shoot Me I'm Only the Piano Player (1973)
- Goodbye Yellow Brick Road (1973)
- Caribou (1974)
- Captain Fantastic and the Brown Dirt Cowboy (1975)
- Rock of the Westies (1975)
- Blue Moves (1976)
- A Single Man (1978)
- Victim of Love (1979)
- 21 at 33 (1980)
- The Fox (1981)
- Jump Up! (1982)
- Too Low for Zero (1983)
- Breaking Hearts (1984)
- Ice on Fire (1985)
- Leather Jackets (1986)
- Reg Strikes Back (1988)
- Sleeping with the Past (1989)
- The One (1992)
- Made in England (1995)
- The Big Picture (1997)
- Songs from the West Coast (2001)
- Peachtree Road (2004)
- The Captain & the Kid (2006)
- The Diving Board (2013)
- Wonderful Crazy Night (2016)
- Regimental Sgt. Zippo (2021)
- Who Believes In Angels? (2025)

### Kompilace
- Elton John's Greatest Hits (1974)
- Elton John's Greatest Hits Volume II (1977)

- Lady Samantha (1980)
- The Superior Sound of Elton John (1970–1975) (1984)
- Elton John's Greatest Hits Volume III (1987)
- To Be Continued... (1990)
- The Very Best of Elton John (1990)
- Your Songs (1991)
- Rare Masters (1992)
- Greatest Hits 1976–1986 (1992)
- Chartbusters Go Pop (1994)
- Love Songs (1995)
- Greatest Hits 1970–2002 (2002)
- Rocket Man: The Definitive Hits (2007)
- Diamonds (2017)
- Elton: Jewel Box (2020)

### Koncertní alba
- 17-11-70 (1971)
- Here and There (1976)
- Live in Australia with the Melbourne Symphony Orchestra (1987)
- One Night Only – The Greatest Hits (2000)
- Live from Moscow 1979 (2019)

### Společná alba
- Duets (1993)
- The Union (2010)
- Good Morning to the Night (2012)
- The Lockdown Sessions (2021)

### Soundtrack alba
- Friends (1971)
- The Lion King (1994)
- Elton John and Tim Rice's Aida (1999)
- The Muse (1999)
- The Road to El Dorado (2000)
- Billy Elliot the Musical (2006)
- Gnomeo & Juliet (2011)
- Sherlock Gnomes (2018)
- Rocket Man (2019)
- The Lion King (2019)

### Tribute alba
- Two Rooms: Celebrating the Songs of Elton John & Bernie Taupin (1991)
- Revamp: Reimagining the Songs of Elton John & Bernie Taupin (2018)
- Restoration: Reimagining the Songs of Elton John and Bernie Taupin (2018)

## Ve filmu
V roce 2019 byl o něm natočen film s názvem Rocketman.